# طارق البكري
طارق البكري كاتب لبناني مولود في مدينة بيروت عام 1966 ومقيم في دولة الكويت الشقيقة منذ عام 1993، من أشهر كتاب أدب الأطفال العرب حاصل على جائزة الملك عبد الله الثاني في مجال أدب الطفل عن إنجاز العمر  كما أنه حائز على الدرع الذهبي من جمعية الصحافيين الكويتية  لديه عدد كبير من القصص والمؤلفات والدراسات العلمية  من بين الأعمال التي كان يقوم بها إدارة تحرير مجلة (كونا الصغير)  التي تصدر عن وكالة الأنباء الكويتية (كونا)... وحصل أخيراً وليس آخراً على جائزة مهرجان الشارقة في دولة الإمارات العربية المتحدة الشقيقة القرائي في أدب اليافعين عن روايته (السر المدفون) الصادرة عن مجموعة (كلمات) وذلك عام 2024.

## الحياة المهنية
حصل على الدكتوراه «في الإعلام الإسلامي من جامعة (الإمام الأوزاعي في بيروت)» بعنوان (مجلات الأطفال الكويتية ودورها في بناء الشخصية الإسلامية)، والماجستير من جامعة الكويت، بعنوان (كامل كيلاني رائدا لأدب الطفل العربي: دراسة في اللغة والمنهج والأسلوب).
خبرات ومسؤوليات سابقة:
- رئيس اللجنة العلمية التابعة لهيئة النشر في وزارة الثقافة السعودية في مجال بحوث أدب الطفل (2023 - 2024)
- عضو اللجنة الاشرافية العليا لجائزة دولة الكويت لأدب الطفل (الأمانة العامة للأوقاف) 2015 - 2017
- المستشار الإعلامي لمؤتمر اتحاد الناشرين العرب الخامس 2020
- المستشار الإعلامي الاسبق للجنة العليا لتطبيق الشريعة في الكويت.[2]
- رئيس لجنة تحكيم جائزة عبد العزيز المنصور برعاية اتحاد الناشرين العرب 2019 - 2020
- عضو مهم وأساسي في جائزة تحكيم جائزة جامعة الأميرة نورة لروايات الأطفال 2017-2018
- رئيس لجنة التحكيم في مجال إعلام الطفل في دبي
- عضو جائزة الملك عبد الله الثاني في مجال الطفل 2017
- عضو جائزة دولة قطر الشقيقة الدولية لأدب الطفل في دورتها الأولى الثانية والثالثة
- مدرس في كلية التربية الأساسية - الكويت
- مدرس سابق في الجامعة العربية المفتوحة في الكويت (أدب الطفل والحضارة العربية الإسلامية)
- مستشار تربوي لمجلة (أجيالنا) للأطفال.
- مستشار الصحفي لمجلة (صدى كونا).
- نائب رئيس تحرير مجلة (غراس) الصادرة عن اللجنة العليا للوقاية من المخدرات - الكويت.
- مدير تحرير مجلة (مبرة الآل والأصحاب عليهم الصلاة والسلام)
- رئيس تحرير مجلة (كونا الصغير).[7]
- رئيس تحرير مجلة (الشريعة السمحة) التي صدرت في الكويت وتابعة لجنة تطبيق الشريعة - الديوان الأميري.
- مشرف على إصدار مجلة (بنات وأولاد) - مجلة أسرتي.
- عضو لجنة تقويم مسابقة قطر الدولية لأدب الطفل 2010- - 2011
- رئيس لجنة تقييم جائزة الصحافية العربية في مجال الطفل –  دبي - 2009
- عضو لجنة تقويم مسابقة قطر الدولية لأدب الطفل 2008 - 2010
- عضو لجنة تقويم مسابقة الريادة لرسوم الأطفال – مؤسسة الكويت للتقدم العلمي
- حاصل على تهنئة من الأمير طلال بن عبد العزيز على مشروع مقدم له حول (جامعة عربية لدراسات الطفولة) وقدم له مشروع (جريدة يومية للطفل العربي).
- حاصل على تهنئة رئيس الجمهورية اللبنانية ميشال سليمان لأعماله الأدبية للطفل.

## إصدارات
مؤلف أكثر من 500 قصة وكتاب للطفل، وكتب عددا كبيرا من الأبحاث والدراسات الإعلامية والقصص الخاصة بالأطفال والكبار، وترجمت بعض الأعمال إلى الفرنسية والإنكليزية والروسية والكردية والبلغارية. منها: بزيع الياسين.. رؤية اقتصادية (بيت التمويل الكويتي). كامل كيلاني رائدا لأدب الطفل العربي (بحث). قراءات في التربية والطفل والإعلام / دار الرقي (بحث) - مجلة براعم الإيمان نموذج رائد للصحافة الأطفال  في الكويت (وزارة الأوقاف الكويتية) 2011. -مجلات الأطفال ودورها في بناء شخصية الطفل العربي (دار العلم والإيمان - مصر) - 50 قصة قصيرة للأطفال / دار الرقي بيروت / 2003 (6 أجزاء – مجلدات كبيرة). إضافة إلى قصص متنوعة عديدة صدرت في مصر وسوريا والكويت ولبنان منها: مجموعة الجراح (3 أجزاء) موجهة لسن المراهقة والشباب.  -- نحو جريدة يومية للطفل العربي. - - نحو جامعة عربية لدرسات الطفولة. - أثر الفضائيات الإسلامية في الأفراد والمجتمعات. - - قصة أبو بكر الصديق والرسالة الإلكترونية - - الشيخ والأصدقاء. - الشمس التي أحبها وتحبني. - مدرستي الخضراء. - السلسلة التربوية (مئة قصة). - 50 قصة بأقلام أطفال قطر.